# Platyxythrius usambarensis
Platyxythrius usambarensis is een keversoort uit de familie van de loopkevers (Carabidae). De wetenschappelijke naam van de soort werd voor het eerst geldig gepubliceerd in 1942 door Stefano Ludovico Straneo.